# Ekspedicija promatranja Venerinog prijelaza na otoku Campbell 1874.
Ekspedicija promatranja Venerinog prijelaza na otoku Campbell 1874. bila je astronomska ekspedicija francuskih znanstvenika za promatranje tranzita Venere 9. prosinca 1874. na subantarktičkom otoku Campbell u Južnom oceanu oko 600 km južno od Novog Zelanda. Bila je to jedna od nekoliko takvih znanstvenih ekspedicija iz raznih zemalja koje su poslane diljem svijeta da promatraju rijedak astronomski događaj.

## Priprema
Ekspedicija je provedena pod pokroviteljstvom Francuske akademije znanosti koja je osnovala odbor za planiranje operacije. Godinu dana prije planiranog tranzita, francuska pomorska fregata FRWS Vire, bazirana u Nouméi (Nova Kaledonija) i kojom je zapovijedao kapetan J. Jacquemart, posjetila je otok od 28. studenog do 25. prosinca 1873. godine. Časnici i posada broda temeljito su pregledali obalu i postavili platformu za astronomsku opremu na rtu između Camp Covea i Garden Covea u Perseverance Harbouru i očistili put do plaže. Zasadili su i vrt s krumpirom, kupusom i drugim povrćem.
Vođa glavne ekspedicije bio je A. Bouquet de la Grye, mornarički hidrograf, uz pomoć hidrografa P. Hatta i mornaričkog časnika Th. Courrejolles koji je bio zadužen za fotografsku opremu. Četvrti znanstvenik bio je prirodoslovac i liječnik ekspedicije Henri Filhol. Pratilo ih je pomoćno osoblje koje je uključivalo tehničare, stolare i mehaničare. Ekspedicija je krenula iz Marseillea u lipnju 1874. Stigli su do Sydneya 21. kolovoza i pridružili se Vireu koji je donio opremu iz Noumée. Napustili su Sydney 2. rujna i stigli na otok Campbell 9. rujna.

## Otok Campbell
Nakon što su nakratko provjerili North East Harbor i odbacili ga kao mjesto za svoj rad, nastavili su do Perseverance Harbora i Garden Covea. Tamo su, uvidjevši da nema dovoljno mjesta za njihovo logorovanje i opremu te da u povrtnjaku nije preživjelo ništa osim nekoliko kupusa, umjesto toga postavili kamp u zaljevu Venus Bay.
U rujnu su bili zauzeti istovarom Vire, podizanjem nekoliko montažnih objekata i izgradnjom 20-metarskog kameni mol. Izgrađeni su torovi za ovce i svinje koje su donijeli kao hranu. Dana 22. rujna jedan od tehničara, Paul Duris, umro je od trbušnog tifusa i pokopan je na mjestu nasuprot Venus Bayu. Tabor je bio spreman za useljavanje 1. listopada. Od sredine listopada do sredine studenog Vire je bio odsutan, a članovi ekspedicije vrijeme su ispunili testiranjem svoje opreme i popravkom one koja je bila oštećena na isplovljavanju. Filhol je skupljao prirodoslovne uzorke i promatrao divlje životinje. Vrijeme nije bilo od pomoći; ekspedicija je pretrpjela niz oluja koje su oštetile zgrade.
Dana 9. prosinca nebo je bilo oblačno, iako se približavalo vrijeme tranzita Sunce se nakratko pojavilo dajući promatračima pogled na Veneru naspram Sunčeve korone – pogled zaklonjen oblacima u trenutku prvog kontakta. Također su imali 22 sekunda slobodnog pogleda na kraju tranzita između trećeg i četvrtog kontakta kada je Venera bila napola izvan Sunčevog diska. Nisu bila moguća nikakva korisna mjerenja.
Ekspediciji je trebalo tri tjedna da razmontira svoj kamp i utovari brod. Otputovali su 28. prosinca. Iako su promatranja i mjerenja tranzita bili neuspješni, Filhol je objavio sveobuhvatan izvještaj o svom istraživanju prirodne povijesti otoka, dok je karta koju su izradili mornarički časnici kasnije poslužila kao osnova za karte otoka i karte Britanskog admiraliteta za nekoliko desetljeća. Ekspedicija je imenovala mnoga zemljopisna obilježja po vlastitom osoblju i članovima tranzitnog odbora u Parizu, kao i po drugim objektima povezanim s ekspedicijom, uključujući:
- Courrejolles Point
- De la Vire Point
- Filhol Peak
- Garden Cove
- Jacquemart
- Mount Azimuth
- Mount Dumas
- Mount Faye
- Mount Fizeau
- Mount Paris
- Puiseux Peak
- Venus Bay
- Yvon Villarceau Peak

## Ostale ekspedicije
Ekspedicija na otok Campbell bila je jedna od šest francuskih ekspedicija koje su poslane da promatraju tranzit 1874. godine. Druga dva mjesta na južnoj hemisferi bila su otok Saint Paul u Indijskom oceanu i Nouméa u Novoj Kaledoniji, dok su na sjevernoj polutci francuski astronomi posjetili Nagasaki u Japanu, Peking u Kini i Saigon u Vijetnamu. Ostale zemlje koje su poslale slične ekspedicije bile su Nizozemska, Velika Britanija, Njemačka i Sjedinjene Države.